# Путоцзунчэн
Путо или Путоцзунчэн (кит. упр. 普陀宗乘之庙, пиньинь Pǔtuó Zōngchéng zhīmiào) — обширный храмовый комплекс тибетской буддийской традиции в летней резиденции императоров династии Цин на территории современного городского округа Чэндэ, провинция Хэбэй, Китай. Замышлялся как подобие знаменитого тибетского дворца Потала в Лхасе. Его название переводится как «Малый дворец Потала». Площадь 220 000 кв. м. Воздвигнут по приказу Цяньлуна в 1767—1771 годах. В день рождения императора здесь собирались с поздравлениями представители различных народов Поднебесной империи. В архитектуре комплекса гармонично сочетаются тибетские и китайские начала. В 1994 году наряду с другими буддийскими памятниками Чэндэ внесён в Список всемирного наследия ЮНЕСКО.

## См.также
- Путошань